# Чилілі (Нью-Мексико)
Чилілі (англ. Chilili) — переписна місцевість (CDP) в США, в окрузі Берналільйо штату Нью-Мексико. Населення — 126 осіб (2020).

## Географія
Чилілі розташоване за координатами 34°53′51″ пн. ш. 106°13′59″ зх. д. / 34.89750° пн. ш. 106.23306° зх. д. (34.897374, -106.233133).  За даними Бюро перепису населення США в 2010 році переписна місцевість мала площу 2,57 км², уся площа — суходіл.

## Демографія
Згідно з переписом 2010 року, у переписній місцевості мешкало 137 осіб у 48 домогосподарствах у складі 37 родин. Густота населення становила 53 особи/км².  Було 53 помешкання (21/км²).
Расовий склад населення:
| - 35,0 % — білих - 4,4 % — корінних американців - 2,2 % — чорних або афроамериканців - 54,0 % — осіб інших рас |

До двох чи більше рас належало 4,4 %. Частка іспаномовних становила 83,9 % від усіх жителів.
За віковим діапазоном населення розподілялося таким чином: 29,9 % — особи молодші 18 років, 60,6 % — особи у віці 18—64 років, 9,5 % — особи у віці 65 років та старші. Медіана віку мешканця становила 35,5 року. На 100 осіб жіночої статі у переписній місцевості припадало 121,0 чоловіків;  на 100 жінок у віці від 18 років та старших — 118,2 чоловіків також старших 18 років.
Цивільне працевлаштоване населення становило 12 особи. Основні галузі зайнятості: виробництво — 100,0 %.